# Papua New Guinea Defence Force Maritime Element
Il Papua New Guinea Defence Force Maritime Element è la componente navale delle forze armate dello Stato oceanico della Papua Nuova Guinea.
La Papua Nuova Guinea organizzò le sue forze armate (Papua New Guinea Defence Force o PNGDF) con l'assistenza dell'Australia qualche anno prima della sua indipendenza nel 1975. Una componente navale militare della PNGDF fu istituita formalmente nel 1974, mettendo in linea naviglio leggero e mezzi da sbarco donati da Australia e Singapore, ma la crisi economica scaturita dallo scoppio, nel 1988, della guerra civile di Bougainville impedì ulteriori piani di ampliamento. Nonostante i programmi di assistenza navale promossi a favore di Papua dal Forum delle isole del Pacifico, il Maritime Element rimase una realtà molto piccola, dotata solo di un pugno di unità leggere per la sorveglianza costiera e della zona economica esclusiva.

## Storia

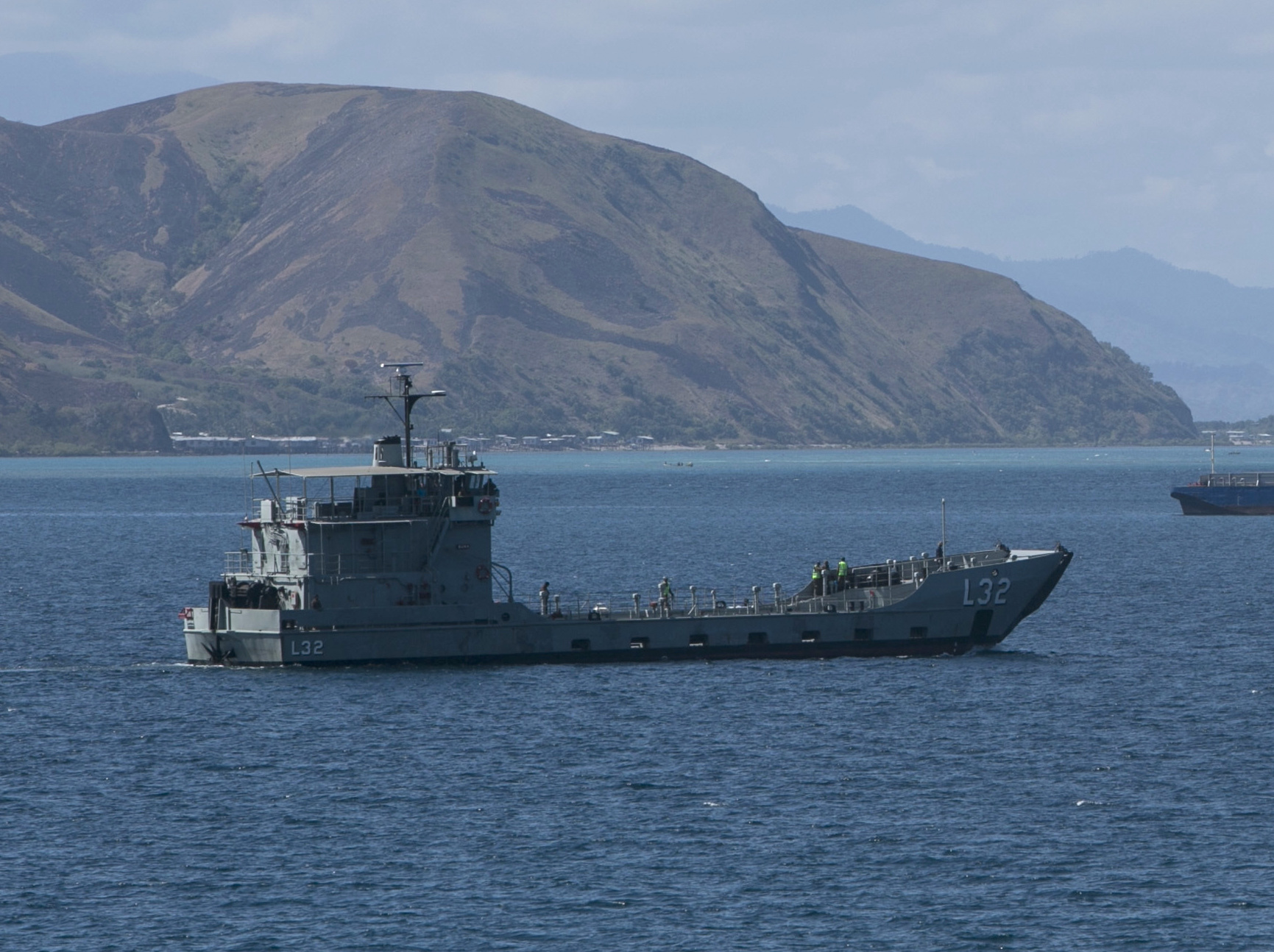
Lo HMPNGS Buna, uno dei LCU classe Balikpapan donati originariamente dall'Australia a Papua, fotografato in navigazione nel 2016

Il Territorio di Papua e Nuova Guinea, un'amministrazione fiduciaria delle Nazioni Unite affidata al controllo dell'Australia, venne dotato di un proprio autogoverno interno nel 1972, primo passo verso una piena indipendenza acquisita infine il 16 dicembre 1975 quando fu proclamata la nascita dello "Stato Indipendente della Papua Nuova Guinea", un reame del Commonwealth. In vista della prossima indipendenza l'Australia stessa aveva provveduto, fin dal 1973, a organizzare e addestrare le future forze armate papuane, la Papua New Guinea Defence Force (PNGDF) a partire dalle unità del preesistente Royal Pacific Islands Regiment, un contingente di fanteria leggera reclutato localmente; la conformazione del nuovo Stato spingeva tuttavia per la costituzione anche di forze aeree e soprattutto navali: geograficamente costituito dalla parte orientale dell'isola di Nuova Guinea, dalle isole di Bougainville e Buka e dal frastagliato Arcipelago di Bismarck, lo Stato in via di creazione disponeva di 5152 chilometri di coste e di una zona economica esclusiva ampia più di 2,4 milioni di chilometri quadrati.
Un "elemento marittimo" della PNGDF fu quindi formalmente attivato dagli istruttori australiani il 14 novembre 1974, e la Royal Australian Navy fornì il primo naviglio messo in servizio cedendo alcune unità di seconda mano: cinque piccole cannoniere della classe Attack, unità da 150 tonnellate di dislocamento armate con un cannone Bofors 40 mm, due Landing Craft Utility della classe Balikpapan da 500 tonnellate, sette più piccoli mezzi da sbarco leggeri e un rimorchiatore. Tra il 1980 e il 1983 il Maritime Element avviò un primo programma di espansione, rivolgendosi questa volta a Singapore come fornitore per i nuovi mezzi: gli effettivi in servizio furono aumentati a 300 uomini, mentre la linea del naviglio si arricchiva di tre motovedette, ex unità della Marina militare di Singapore da 142 tonnellate di dislocamento e armate con un cannone da 40 mm e una mitragliera da 20 mm, quattro mezzi da sbarco tipo LCT da 725 tonnellate di dislocamento, la nave appoggio Sepura e un paio di pilotine.

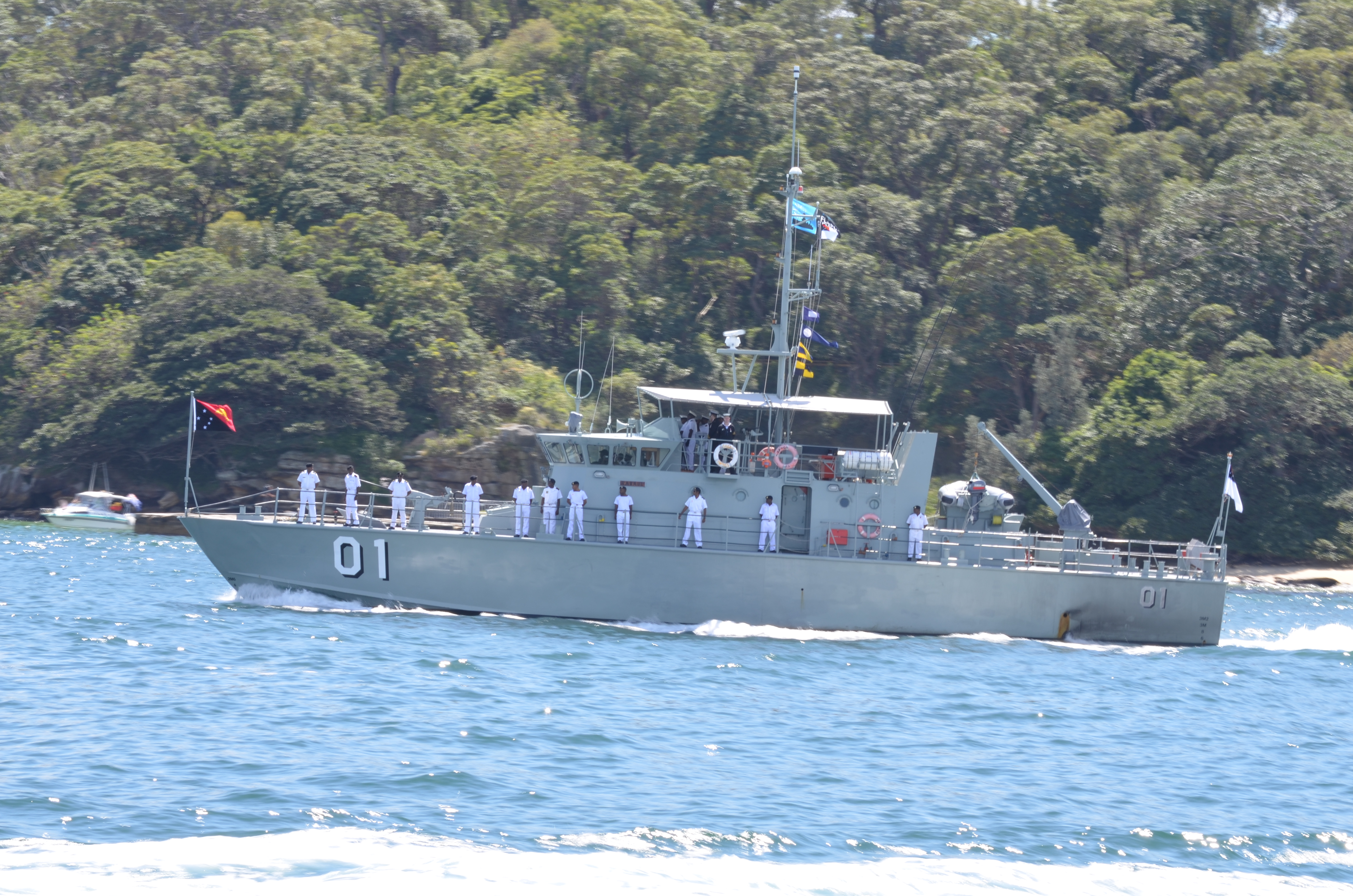
Il pattugliatore HMPNGS Rabaul, una delle unità classe Pacific ottenute da Papua alla fine degli anni 1980

Le tensioni da tempo in corso con gli esponenti autonomisti attivi sull'isola di Bougainville sfociarono, nel dicembre 1988, nello scoppio di una guerra civile tra le truppe della PNGDF e gli insorti armati dell'Esercito rivoluzionario di Bougainville; il conflitto si trascinò poi fino all'aprile del 1998, quando un accordo di pace portò alla costituzione della Regione autonoma di Bougainville all'interno della Papua Nuova Guinea. Nel corso del conflitto il Maritime Element della PNGDF fu chiamato a supportare le operazioni delle forze di terra e a imporre un blocco navale all'isola ribelle, vedendo aumentare i suoi effettivi a circa 500 uomini ma subendo anche un intenso logoramento delle unità in servizio, difficilmente rimpiazzabili a causa degli alti costi imposti dal conflitto alla fragile economia di Papua: entro il 1992 la marina papuana aveva dovuto radiare dal servizio tutte le sue cannoniere classe Attack, logorate dall'uso e prive di pezzi di ricambio per mantenerle in efficienza.
Per rimpiazzare il naviglio dismesso Papua tornò a rivolgersi all'Australia, aderendo a un programma promosso dal Forum delle isole del Pacifico e supportato dagli australiani, volto a dotare le piccole nazioni insulari dell'Oceania di mezzi moderni per garantire la sorveglianza dei loro confini marittimi: il programma portò quindi, tra il 1987 e il 1989, alla consegna al Maritime Element di quattro pattugliatori della classe Pacific, unità di costruzione australiana da 165 tonnellate di dislocamento e armate con una mitragliera da 20 mm. La firma degli accordi di pace con i secessionisti di Bougainville portò a un miglioramento della situazione economica e a una riorganizzazione delle forze armate papuane: riportati gli effettivi in servizio a un più gestibile totale di 200 uomini circa, il Maritime Element acquisì nel 2014 un terzo LCU classe Balikpapan dismesso dalla Marina australiana, anche se una delle unità della classe già in servizio con i papuani dovette essere radiata per obsolescenza nel 2020. Nel 2018 iniziarono invece le consegne di un nuovo lotto di unità da pattugliamento finanziate dal Forum delle isole del Pacifico, comprendente questa volta quattro moderni pattugliatori classe Guardian sempre di costruzione australiana: al 2022 tre unità risultano già in servizio con i papuani e una quarta è in fase di consegna.